# Форрестер, Джей
Джей Райт Фо́ррестер (англ. Jay Wright Forrester; 14 июля 1918, Анселмо, Небраска — 16 ноября 2016, Конкорд, Массачусетс) — американский инженер и системолог, разработчик теории системной динамики.
Член Национальной инженерной академии США (1967).

## Биография
Окончил Университет Небраски в Линкольне (1939, бакалавр электротехники) и Массачусетский технологический институт (МТИ) в Кембридже (1945, магистр). После получения высшего образования начал заниматься преподавательской работой. В 1939—1945 годах участвовал в создании сервомеханизмов. Был разработчиком одного из первых универсальных компьютеров Whirlwind I («Вихрь-1») по заказу ВМС США, в основанной им лаборатории цифровых компьютеров при МТИ. В рамках этих исследований им в 1950 году была предложена одна из схем рабочей памяти на ферритовых сердечниках, получившей широкое распространение на ЭВМ второго поколения. В 1951—1956 годах руководил Линкольновской лабораторией воздушной обороны в Лексингтоне.
В  1970 году, посетив по приглашению Римского клуба его заседание, Форрестер в первых числах июля 1970 года разработал модель развития человечества «World1», первые рабочие версии которой заработали 4 июля 1970 года.
Модель «Мир-1» состояла из более чем сорока нелинейных уравнений, описывающих взаимозависимость выбранных переменных. Несколько пробных прогонов на машине позволили проверить согласованность модели и выявить некоторые ошибки и погрешности.
Следом за World One Форрестер начал разработку модели «World2» и, получив финансирование от связанного с Римским клубом немецкого Фонда Фольксваген (нем. Volkswagen Stiftung), из-за занятости собственным проектом Urban Dynamics, передал работу над моделью мира своему аспиранту (англ. PhD student) Деннису Медоузу(Dennis Meadows), который с коллегами завершил работу, выпустив модель «World3».
Сохранив за собой общее руководство проектом, несколько месяцев спустя он опубликовал книгу «Мировая динамика», в которой обобщил свой вклад в создание первых машинных моделей, анализирующих глобальную систему.
Являлся разработчиком первого в мире станка с ЧПУ. Это был вертикально-фрезерный станок Hydro-Tel завода Cincinnati, который применял управляющую программу, написанную на перфоленте.
С 1956 года — профессор в Слоуновской школе менеджмента при МТИ. В этот период разработал теорию системной динамики. Автор книг «Основы кибернетики предприятия» (1961), «Динамика городов» (1969), «Мировая динамика» (1971).
В 1968 году был награждён премией «Изобретатель года» и медалью Вальдемара Поулсена Датской академии технических наук.

## Книги
- Основы кибернетики предприятия (Индустриальная динамика) / Общ. ред. и предисл. Д. М. Гвишиани. — М.: Прогресс, 1971. — 340 с.
- Динамика развития города = Urban Dynamics. / Под ред. Ю. П. Иванилова [и др.] — М.: Прогресс, 1974. — 286 с.
- Мировая динамика = World Dynamics / Под ред. Д. М. Гвишиани, Н. Н. Моисеева ; С предисл. Д. М. Гвишиани и послесл. Н. Н. Моисеева. — М.: АСТ, 2003. — 384 с. — ISBN 5-17-019253-3.

## Статьи и доклады
- 1958 — Industrial Dynamics — A Major Breakthrough for Decision Makers (Harvard Business Review, Vol. 36, No. 4, pp. 37-66).
- 1968 — Market Growth as Influenced by Capital Investment (Industrial Management Review, Vol. IX, No. 2, 1968).
- 1971 — Counterintuitive Behavior of Social Systems.
- 1989 — System Dynamics and the Lessons of 35 Years.
- 1991 — The Beginning of System Dynamics.
- 1992 — System Dynamics and Learner-Centered-Learning in Kindergarten through 12th Grade Education.
- 1994 — Learning through Systems Dynamics as preparation for the 21st Century.
- 1996 — System Dynamics and K-12 Teachers.
- 1998 — Designing the Future.
- 1999 — System Dynamics: the Foundation Under Systems Thinking.